# 龍蝦
龙虾科（学名：Palinuridae）是甲壳亚门十足目抱卵亞目無螯下目中的一个科，现存12属。与龙虾科最接近的是蝉虾科，两者同属无螯下目。龍蝦可供食用，在16世紀及以前曾被視為低賤的食物，在美國東岸更由於產量甚多，只有窮人及監獄內的囚犯才會吃，直至十九世紀中葉，鐵路的出現及向內陸擴展，遠離海岸的內陸地區，由於當地人甚少見過龍蝦，而且當年難以將活的龍蝦運輸到內陸，所以龍蝦在內陸地區成為一種奢侈的食物，價格因而上漲，逐漸成為一種高價的食材。龙虾在部分國家如巴哈马重要的出口食品。

## 命名
《尔雅·释鱼》里记载龙虾：“鰝，大虾。虾之大者，长二三丈，鬚长数尺，若此之类者名鰝。”
“龙虾”一词最早见于明王世懋《闽部疏》：“最奇者龙虾，置盘中犹蠕动，长可一尺许。其鬚四缭，长半其身，目睛凸出，上隐起二角，负介昂藏，体似小龙，尾后吐红子，色夺榴花，真奇种也。”中文“龙虾”即源于此。

## 分类
该科现存12属、约60种生物：
- Jasus Parker, 1883
- 正龙虾属 Justitia Holthuis, 1946
- 脊龙虾属 Linuparus White, 1847
- Nupalirus Kubo, 1955
- Palibythus Davie, 1990
- 毛龍蝦屬（英语：Palinurellus） Palinurellus De Man, 1881
- 真龍蝦屬 Palinurus Weber, 1795
- 钝龙虾属 Palinustus A. Milne-Edwards, 1880
- 龙虾属 Panulirus White, 1847
- Projasus George and Grindley, 1964
- 游龙虾属 Puerulus Ortmann, 1897
- Sagmariasus Holthuis, 1991

## 特徵
虽然从外形上龙虾与海螯蝦非常类似，这两个科均有坚硬的盔甲和但前者属于无螯下目，后者属于螯虾下目。两者的最大的区别在于，龙虾的触角很长、比较粗并且多刺，而且龙虾没有螯。海螯蝦的触角要小得多，在其前三对足上形成螯，尤其第一对特别大。

## 分布
龙虾生活在温暖海域之中，比如加勒比海、地中海、南非，尤其在澳大利亚和亚洲附近的海域。它们喜欢生活在岩石和珊瑚礁的缝隙之中。

## 习性
龙虾只在夜间活动，食物包括海螺、贝壳、螃蟹、海胆、残尸等。有时它们会成群结队在海底迁徙。它们可以通过触角与外骨骼之间的摩擦发出一种尖锐的摩擦音，以惊吓天敌。
一般龙虾喜欢藏身在岩石和珊瑚丛裡，有群聚的习性，有时在一个石洞里能发现十几只大龙虾。有研究发现健康的龙虾会避開被寄生虫侵扰的龙虾。
龍蝦在黃昏時離開岩礁洞穴，並在臨近礁岩及海草棲地尋覓食物，在接近天亮時回到原本洞穴，白天則躲避在洞穴中，這類的晝伏夜出移動稱為「領域性返巢行為」。
此外，龍蝦也會進行一種多方向性的移動，稱為「漫遊」，漫遊通常隨個體發育的棲地轉移有關。例如美國佛羅里達灣眼斑龍蝦的幼蝦或次成蝦，會隨其個體發育而逐漸從沿岸棲地移動至外海棲地，目的是增加幼生隨海流擴散的範圍。在移動過程中，龍蝦會選擇食物豐沛的地點暫時居住，並在這些相距好幾百公尺遠的地點間移動。
另一種單一方向兩地間長距離的移動稱為「遷徙」，很多種龍蝦有季節性的遷徙行為，例如夏季時棲息在溫暖較淺的水域，冬季時則遷徙至較深且平穩的水域。科學家也發現巴哈馬比迷尼島的眼斑龍蝦有季節性大規模的遷徙行為，推測與秋季冷峰所導致的海水溫度下降及濁度上升有關。
龍蝦在遷徙時會以排列有序的長列來進行，遷徙隊伍會日夜不停地快速移動，直到找到適合休息的地方。這樣排列有序的移動，可以利用群體移動的拖曳效應來減少維持高速移動所需的能量消耗，並減少被捕食的機會。科學家也發現龍蝦不僅在長距離遷徙時會以隊伍方式移動，有時會以3～5隻所組成的小隊伍，在棲地附近作簡單的索餌移動行為。

### 繁殖
龍蝦主要產卵季節是春末及夏季。產卵季節受水溫影響，在水溫達攝氏24度時會有產卵活動，體型較大的雌蝦一年可產卵2或3次，體型較小的一年僅產卵1次。

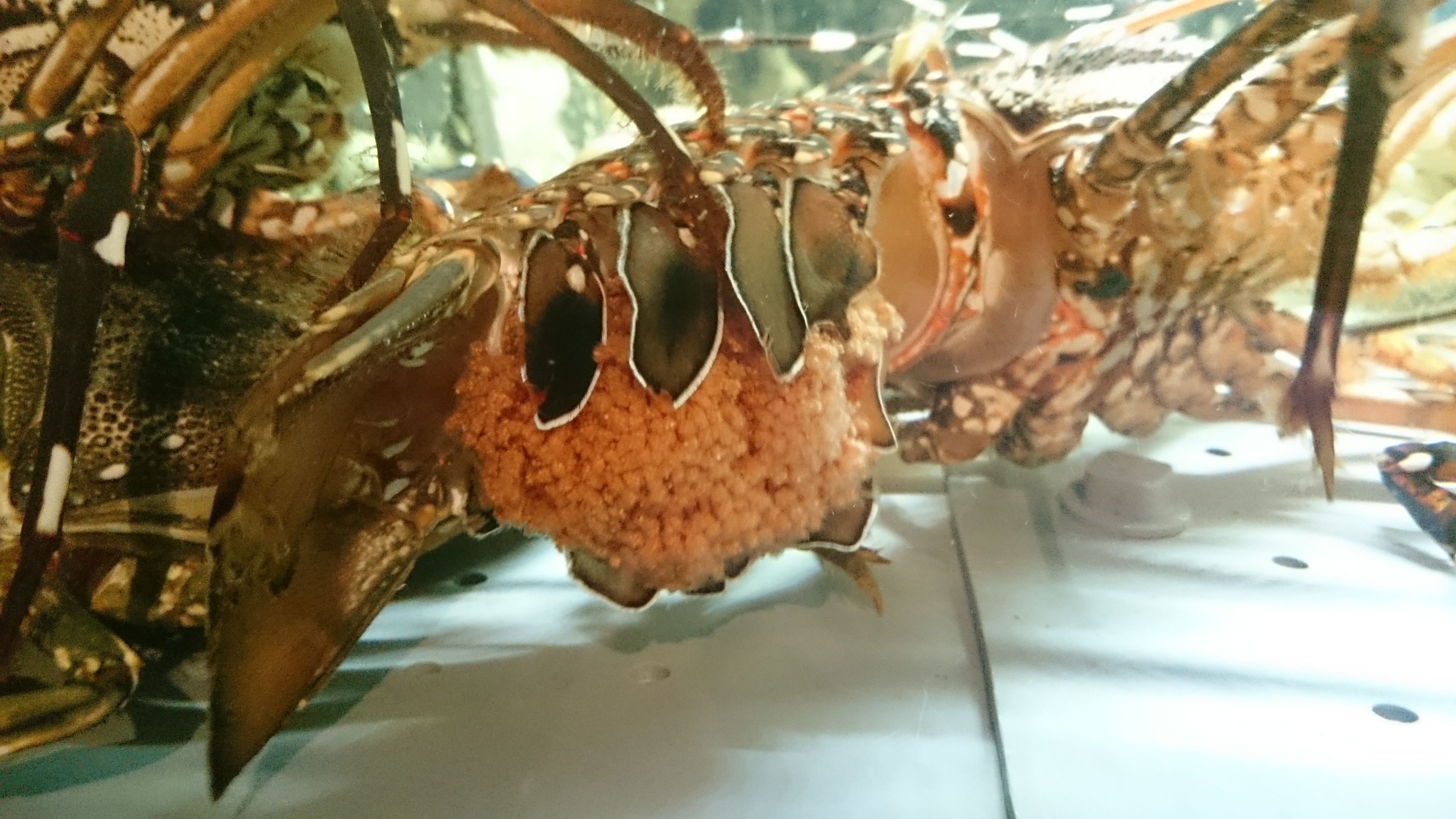
正在抱卵的一隻龍蝦

交配前會有簡短求偶行為，交配時雄蝦胸骨緊貼雌蝦胸骨，並把精液射黏在雌蝦第四與第五對步足間的基部上，精液表面迅速硬化形成灰黑色物質，即精莢。精莢內的精子可保存一段時間，直到雌蝦產卵時用。產卵時雌蝦腹部向內彎，尾扇及泳足張開形成一抱卵腔，以步足末端搔抓精莢把精子擠出，卵排出受精後黏繫於腹部的抱卵剛毛上，直到孵化為止。
龍蝦的抱卵數隨體型而變化，以台灣東部海域產密毛龍蝦為例，頭胸甲長70公釐的龍蝦一次產卵約可抱12萬粒卵，頭胸甲長大於100公釐的約可抱超過50萬粒卵。卵粒外觀有如成串的葡萄，剛排出的卵呈鮮橙紅色，直徑約0.5公釐，卵的顏色隨其發育轉為暗棕色，最後在孵化前呈極淡色，整個抱卵期約3～5周，抱卵天數隨水溫升高而縮短。
多數雌蝦在產卵時會遷徙至深水棲地，卵孵化時，雌蝦擺動腹部把孵出的龍蝦送出。剛孵化的龍蝦外觀呈扁平狀，顏色透明，具大而凸起的眼，稱為「葉狀幼體」。葉狀幼體具有些微游泳能力，對光線敏感，晚上會遷徙到較淺的水層，白天則沉降到較深的水層，浮游期間隨海流漂散，移動距離可達好幾百公里。龍蝦在這階段是許多魚類的食物，死亡率很高。葉狀幼體在浮游期間約蛻脫10～12次，每一次蛻脫外形都有些變化，經過約6～12個月浮游期後會變成外形略似龍蝦的透明蝦苗。
透明蝦苗並沒有攝食行為，牠們配合潮汐從近海游泳至沿岸礁石海藻棲地而沉降，這階段的龍蝦外觀仍呈透明，且無鈣化的甲殼。一年四季都有透明蝦苗加入到沿岸，然而主要的加入季節是春季。
透明蝦苗在沉降後會開始變成褐色，以配合棲地顏色做為保護，之後在一周內會蛻脫成長為幼蝦，開始過著底棲生活。幼蝦為避免敵害會有成群的行為，牠們躲在海綿、礁石下，裂縫或藻類密集的地方，之後隨著成長需要較大的躲避處，則聚集在較大岩礁裂縫中。龍蝦生長成熟後會從沿岸向外移動到離岸較遠的棲地，生殖行為也隨之展開。

## 圖集

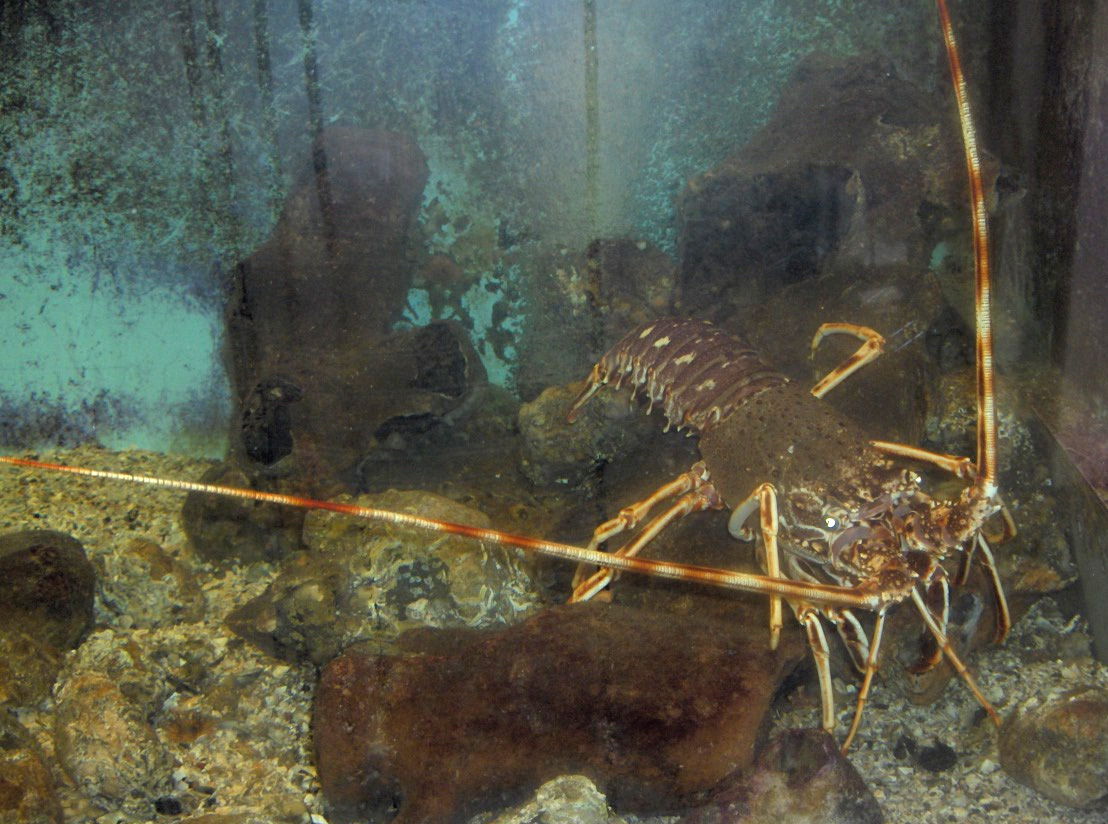
棘刺龍蝦
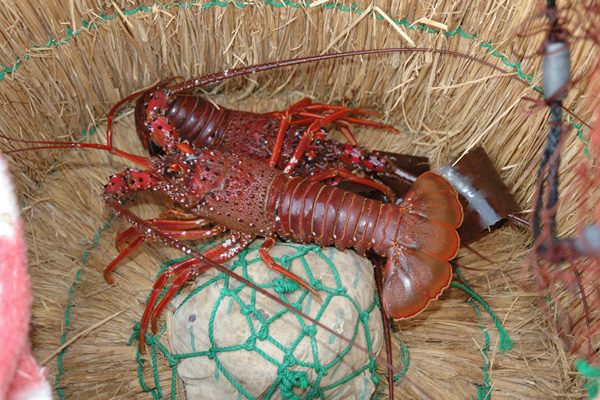
日本龍蝦
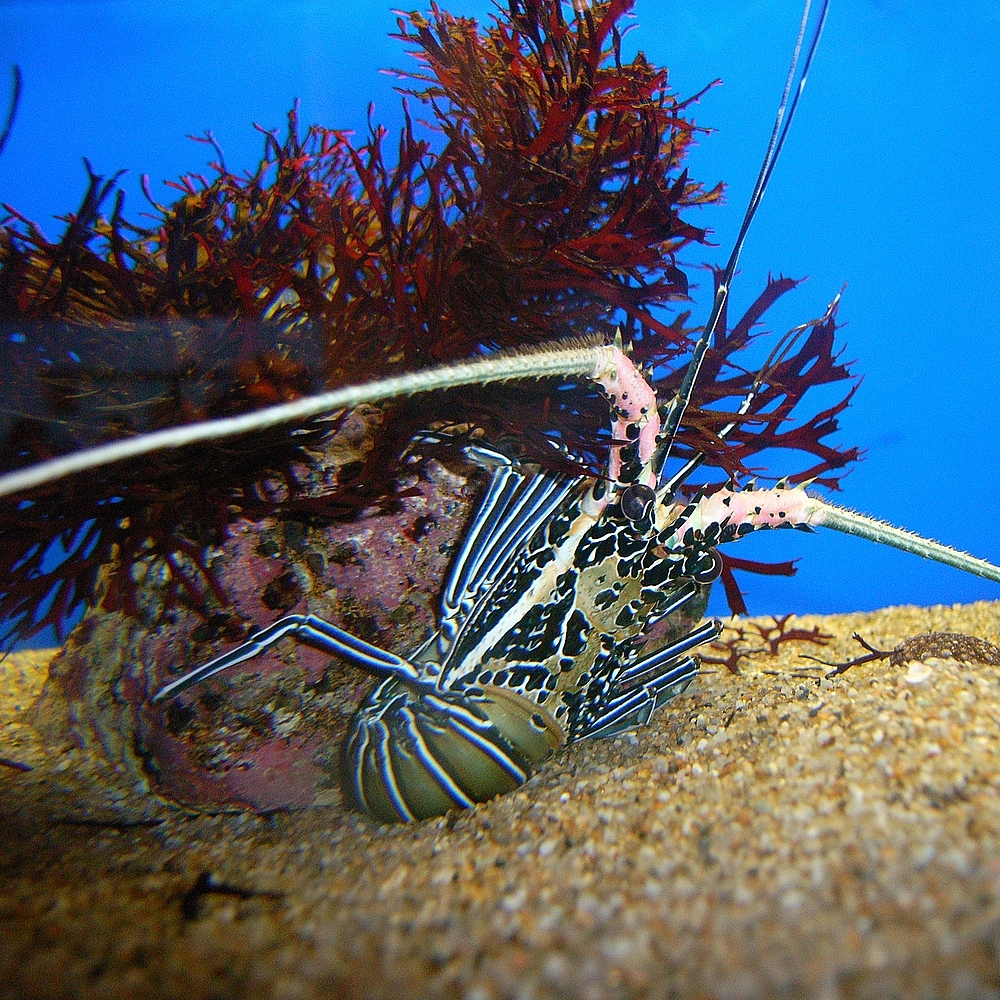
雜色龍蝦（英语：Panulirus versicolor）
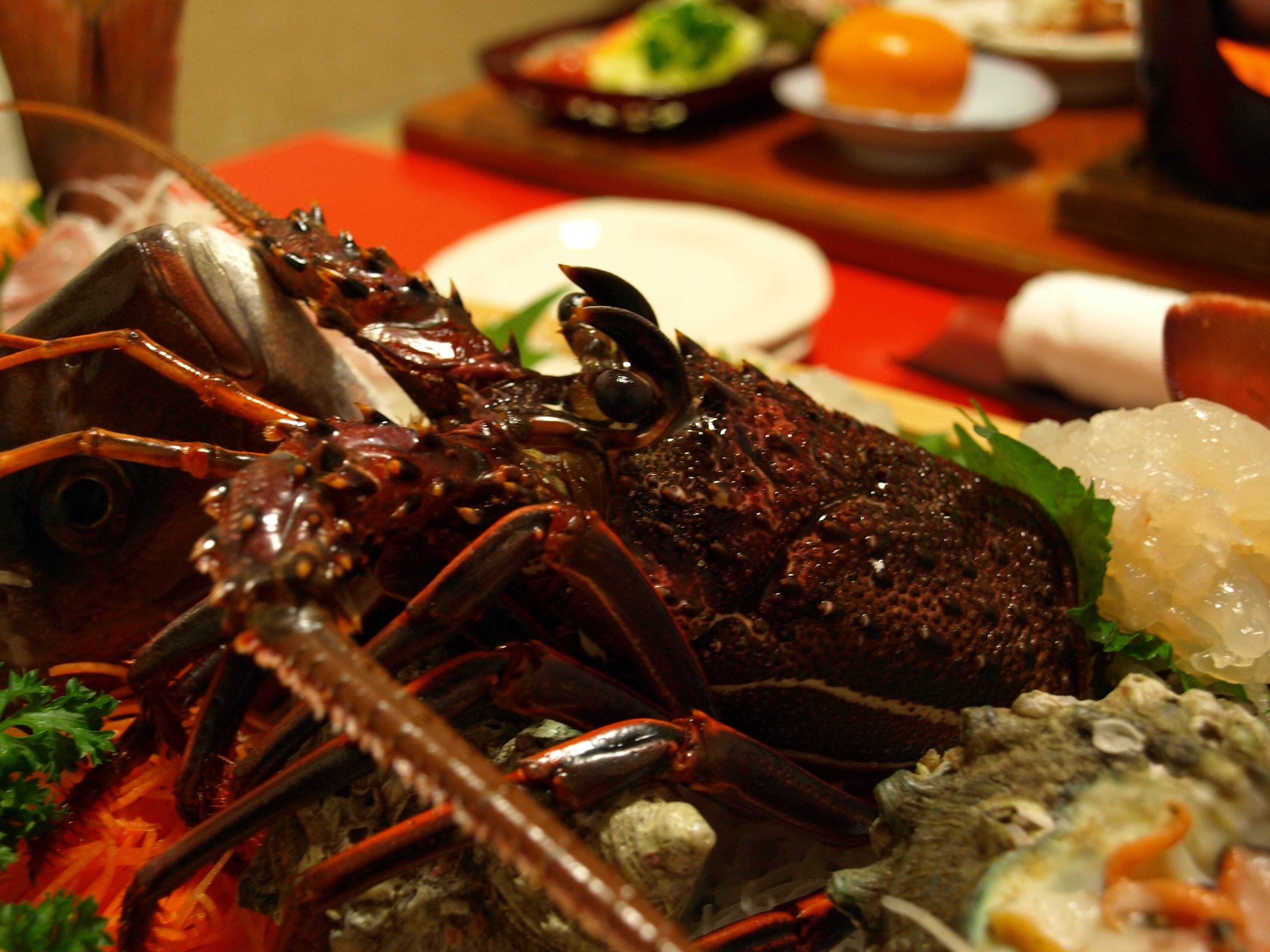
日本龍蝦的刺身
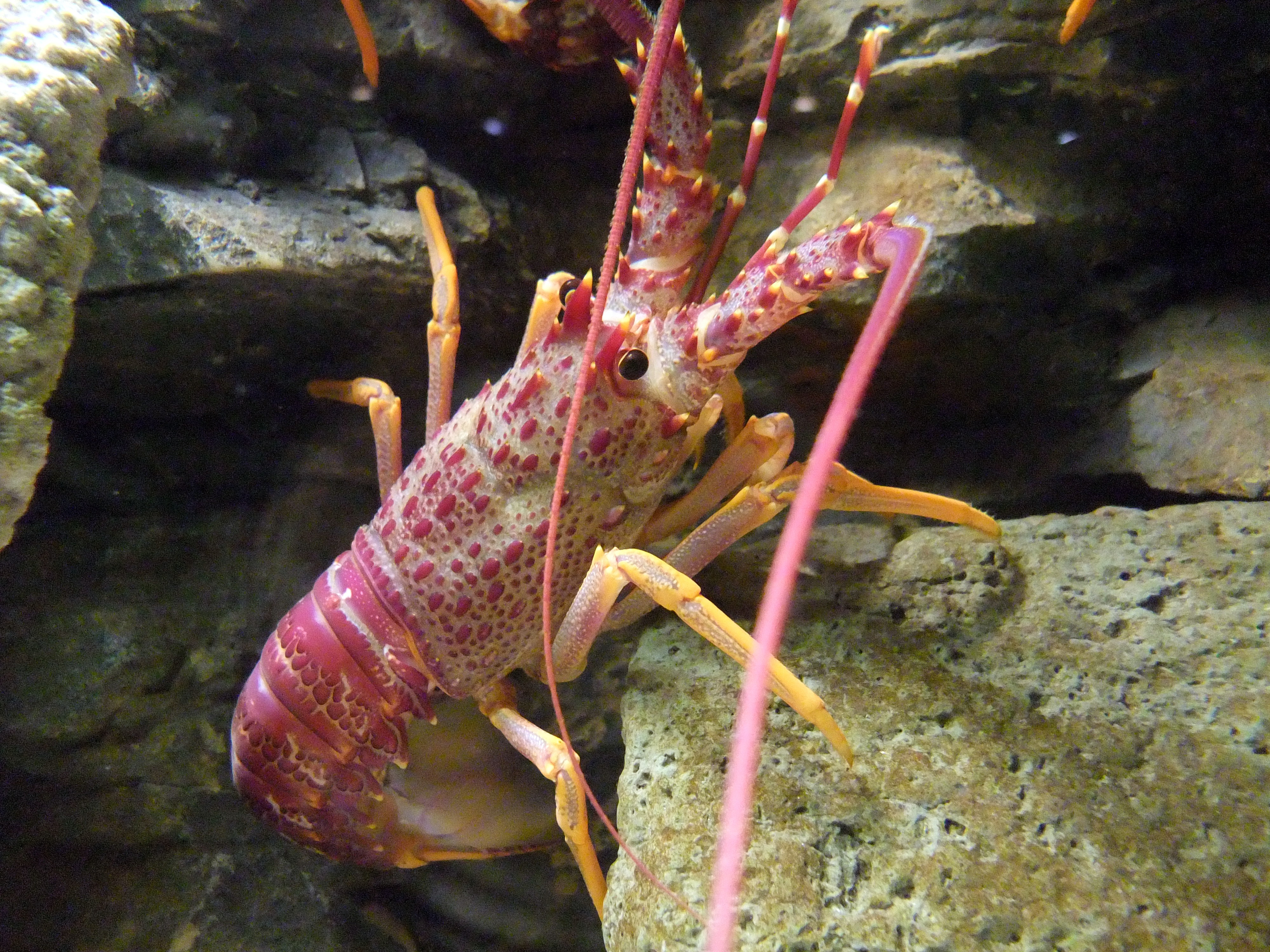
紐澳多刺岩龍蝦
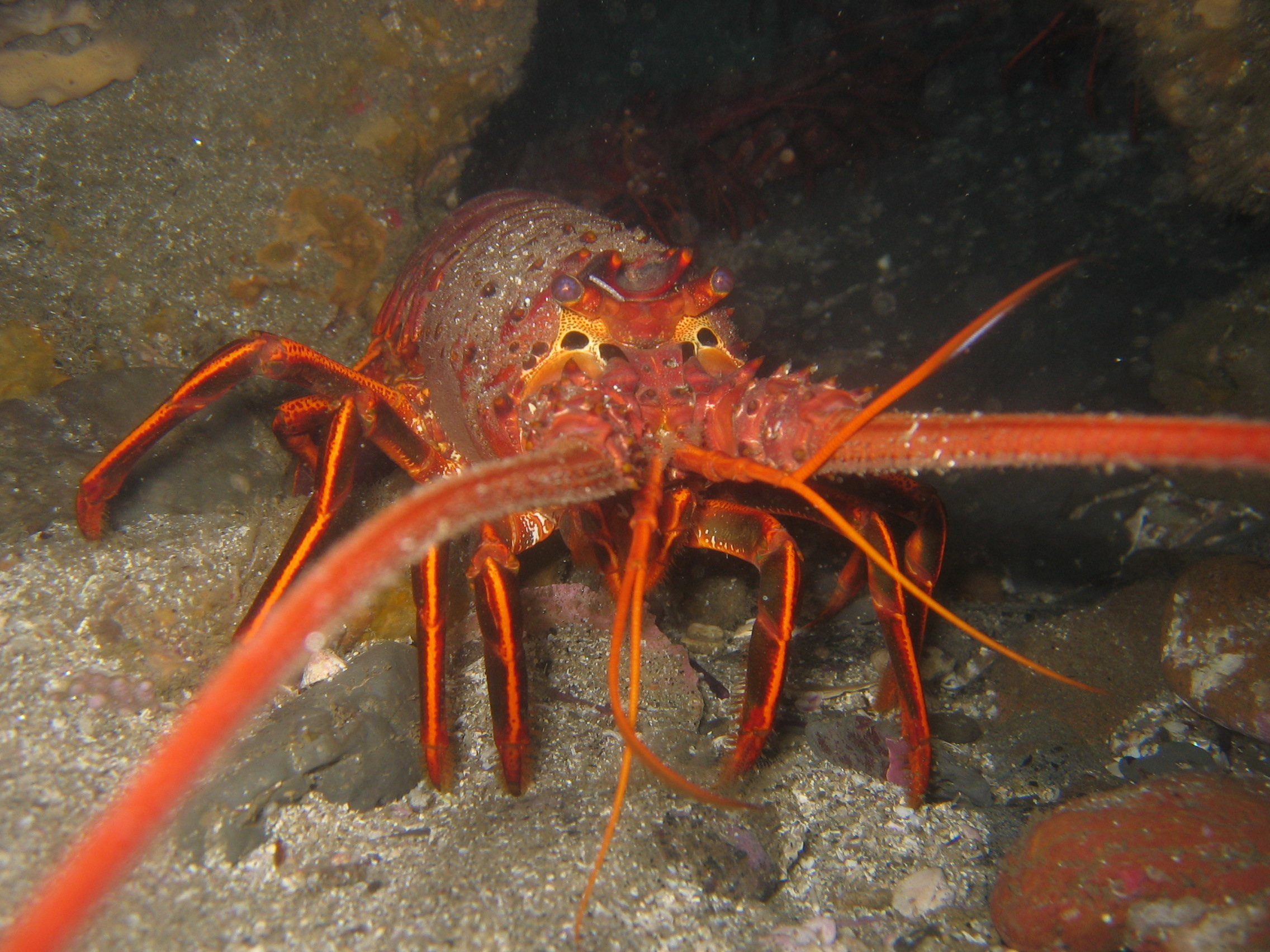
斷溝龍蝦
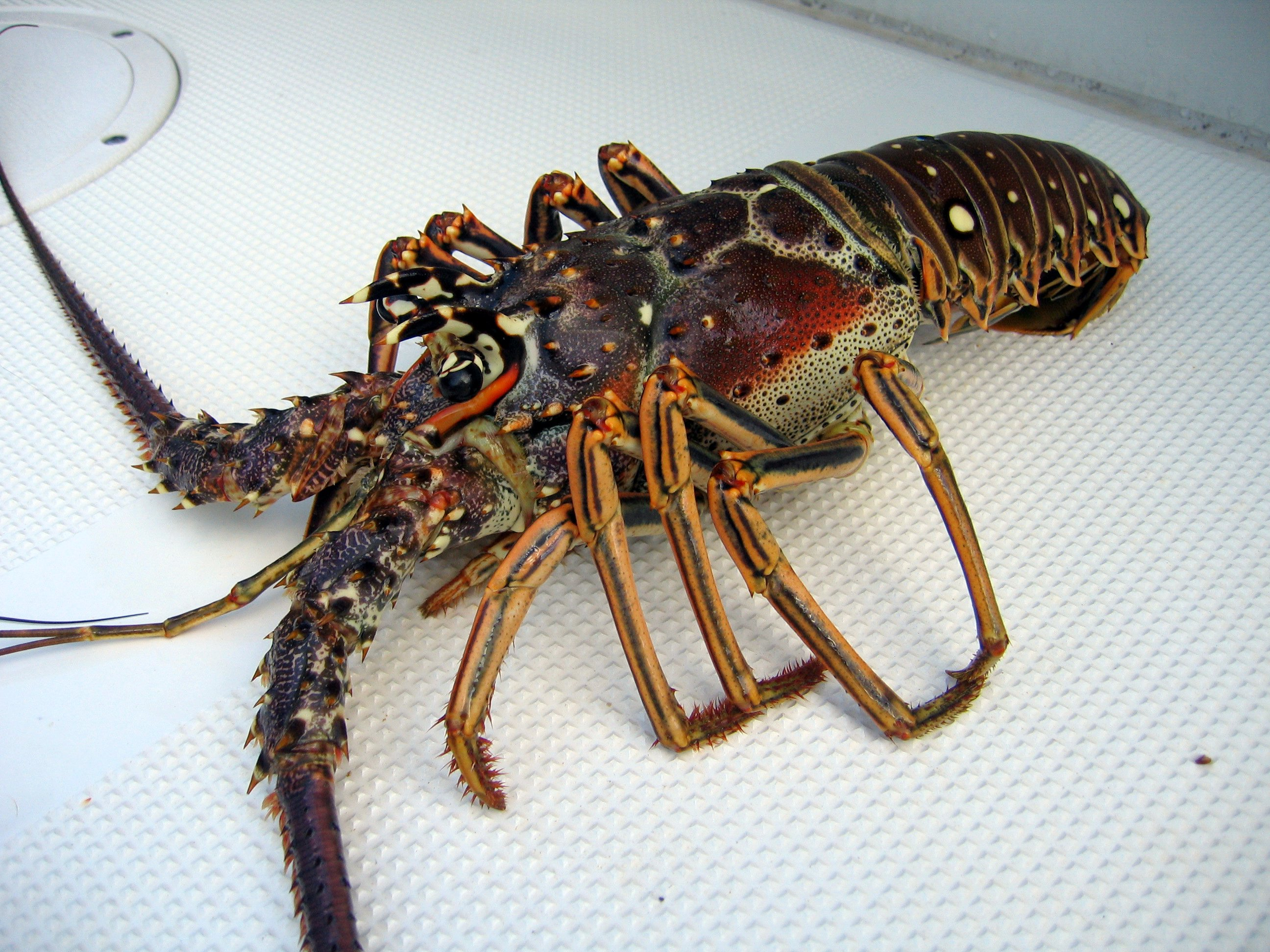
眼斑龍蝦
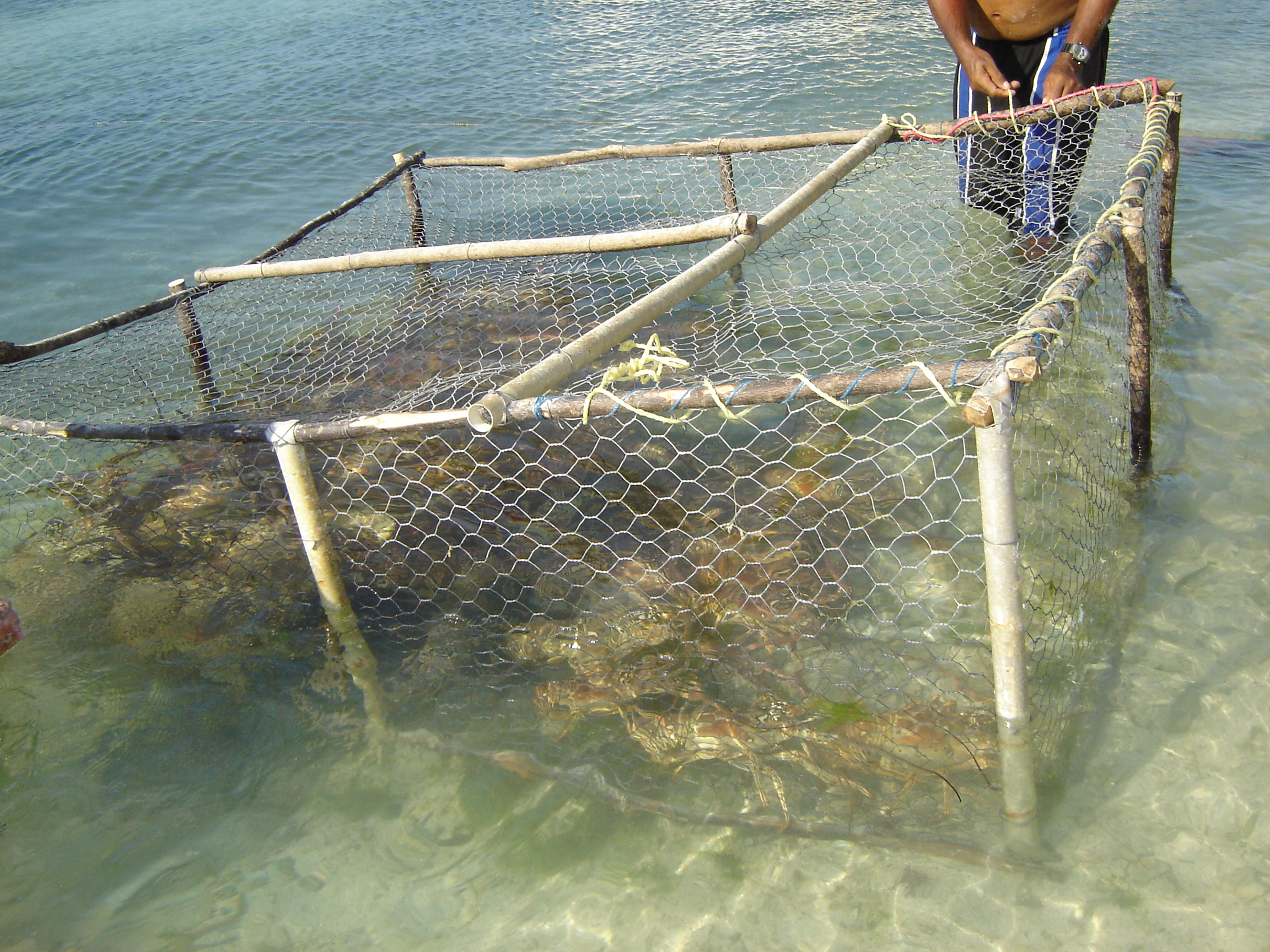
委內瑞拉捕撈眼斑龍蝦
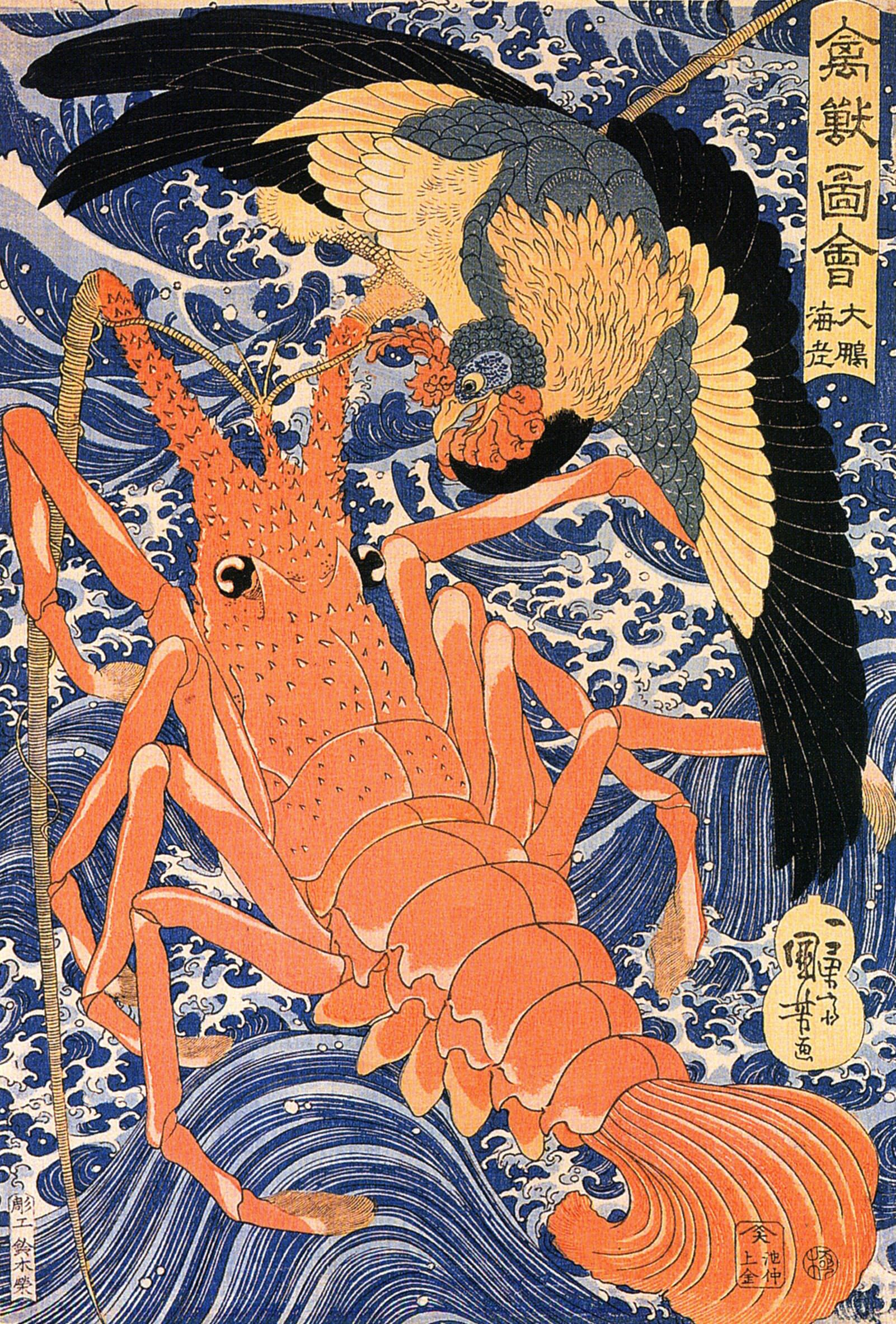
十九世紀日本畫家歌川國芳筆下的龍蝦

## 相關
- 海螯蝦
- 龍蝦戰爭